# Frank Embree

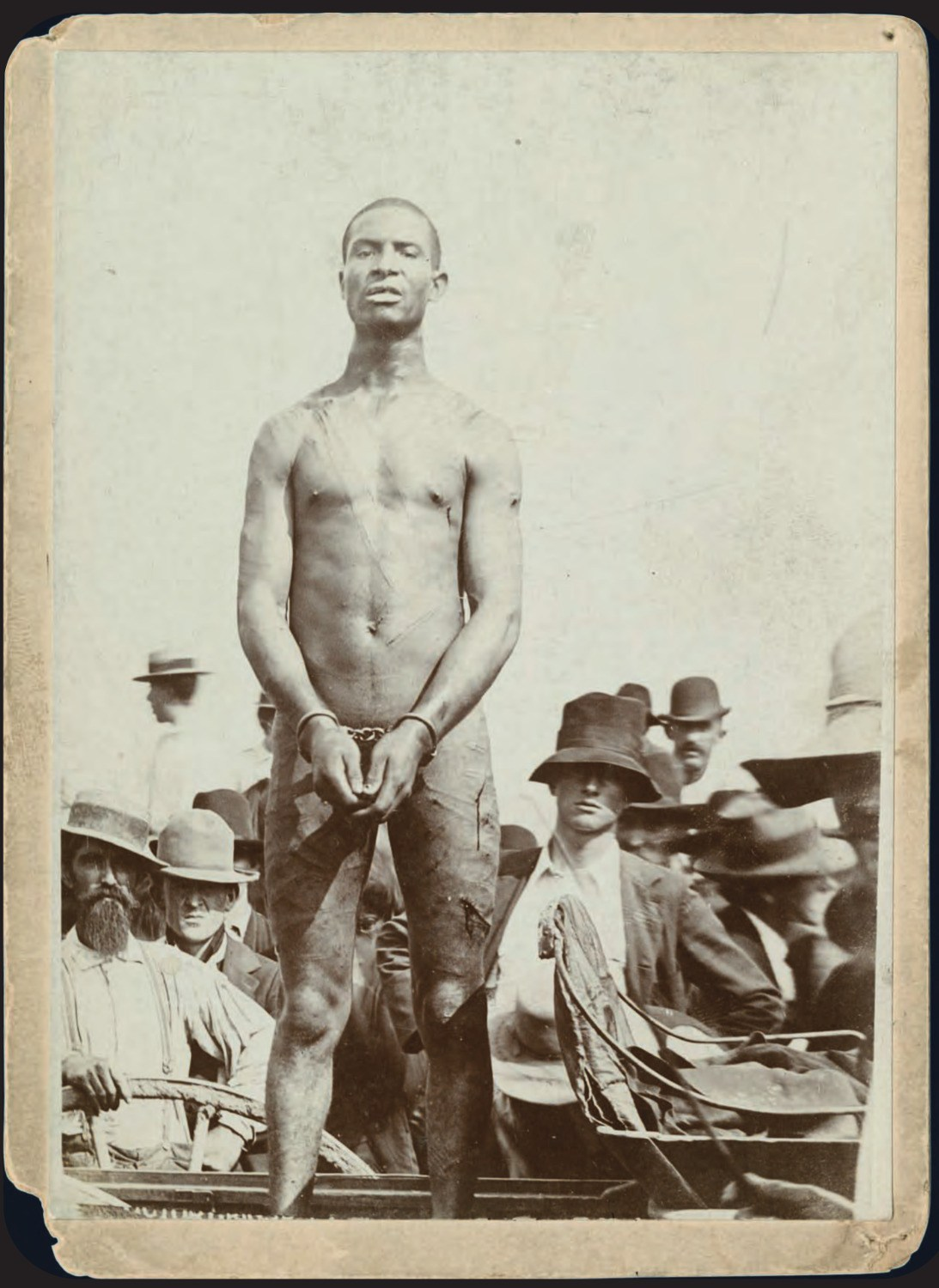
Frank Embree vor seiner Ermordung; Gaffer im Hintergrund

Frank Embree (* 1880; † 22. Juli 1899 in Burton bei Fayette, Missouri) war ein Afroamerikaner, der wegen eines angeblichen Gewaltverbrechens und seiner Hautfarbe von weißen Bürgern gelyncht wurde. Der Fall führte zu einem Zerwürfnis zwischen den Gouverneuren der benachbarten Bundesstaaten Kansas und Missouri.

## Festnahme und Tod
Frank Embree wurde Anfang 1899 in Garnett, Kansas, verhaftet. Man warf ihm vor, im benachbarten Bundesstaat Missouri, in der Nähe der Kleinstadt Benton, ein minderjähriges Mädchen weißer Hautfarbe vergewaltigt zu haben. Diese Anklage war gegen unliebsame Schwarze nicht unüblich und führte in der Regel ohne große Beweisaufnahme vor Gericht zum Todesurteil und zur Hinrichtung.
Frank Embree bestritt, die Tat begangen zu haben. Ihn erwartete sein Prozess im Bundesstaat der vermeintlichen Tat, also in Missouri. Er wurde, von mehreren Polizisten aus Missouri bewacht, in Kansas abgeholt und in den Zug gebracht, erreichte jedoch sein Ziel nicht. Mitten auf der Strecke in Higbee hielt der Mob die Lokomotive an. Ohne Widerstand gab das Wachpersonal den Gefangenen heraus.
Man brachte Frank Embree ins nahegelegene Burton, entkleidete ihn und peitschte ihn eine halbe Stunde lang aus. Etwa 1000 Menschen beobachteten das Schauspiel. Unter Schmerzen räumte Embree ein, alles gestehen zu wollen, wenn man ihn nur von der Folter erlöse und umbringe. Ein professioneller Fotograf porträtierte den Nackten mit seinen tiefen Wunden von vorn und hinten sowie später, als man ihn an einem Baum aufgehängt hatte. Frank Embree starb neunzehnjährig. Fotografien dieser Art waren unter den weißen Siedlern beliebt.
Der Presse aus dieser Zeit nach zu urteilen, bedeutete der Gefangenentransport eines Schwarzen in dem rassistisch geprägten Staat Missouri den sicheren Tod. In der New York Times stand am 23. Juli 1899:
»Seit seiner Festnahme vor mehreren Wochen wurde gemutmaßt, dass er seinen Gerichtsort nie erreichen würde.«
Am 3. August stand in der Zeitung:
»Die Anschuldigung gegen den Kerl war jene, die so oft den plötzlichen und schmerzhaften Tod ohne Gerichtsverfahren für Angehörige seiner Rasse bedeuten.«
Der Fall wurde in zahlreichen Zeitungen der USA publiziert und mehr oder weniger bildreich ausgemalt. Der Grand Forks Daily Herald aus Süddakota brachte das Opfer der vermeintlichen Vergewaltigung ins Spiel. Der Artikel war überschrieben:
»Farbiger Vergewaltiger aufgehängt. Das Opfer seines Verbrechens bewahrte ihn vor dem Scheiterhaufen.
Kurz vor Burton brachte man den Neger auf ein Feld, wo ihn die Anführer des Mobs befragten. Er gab widersprüchliche Angaben ab, wurde entkleidet, an einen Baum gebunden und ausgepeitscht, bis das Blut seinen Nacken herunterlief. Bei einer weiteren Auspeitschung gestand er, sagte aber, er sei betrunken gewesen. Man holte das Opfer des Angriffs hinzu; sie [das Mädchen] identifizierte ihn. In der Zwischenzeit hatten Horden Feuerholz gesammelt, um ihr Opfer [Frank Embree] zu verbrennen. Jedoch wurde diese Grausamkeit abgewehrt, weil die Tochter darauf bestand, den Neger nicht zu verbrennen. Man hing ein Seil an eine Eiche. Dort betete er zu Gott und bat um Vergebung, entnahm seinen Taschen billigen Plunder und bat darum, ihn seinem alten Vater und seiner Mutter zu überbringen. Dann zog man ihn hoch in die Luft und nach heftigen Zuckungen und Konvulsionen hauchte er sein Leben aus.«

## Politik und Kultur
Die politische Dimension des Falls zeigte sich bereits im Vorfeld des Verbrechens. Als der Gouverneur von Kansas, William E. Stanley, von der Überführung des Gefangenen erfuhr, hielt er diese zunächst auf. Er forderte vom Gouverneur von Missouri, Lon Vest Stephens, die Garantie, dass dem Gefangenen auf dem Transportweg nichts geschehe. Als Stephens dem zustimmte, holten Polizisten aus Missouri Frank Embree in Kansas ab. Stephens nahm die Lynchjustiz hin, während Stanley die Beziehungen zu ihm abbrach.
Die Fotografien der Folterung und Hinrichtung wurden hundert Jahre später, 1999, in einer Sammlung mit mehreren anderen Fällen von Lynchjustiz an vorwiegend schwarzen Gefangenen in der Galerie von Roth Horowitz in New York ausgestellt. Die Ausstellung hieß „Witness“ und erregte großes Aufsehen. Die drei Bilder von Frank Embree befanden sich, als Triptychon arrangiert, am Ende der Galerie.